# Oramia marplesi
Oramia marplesi är en spindelart som beskrevs av Forster 1964. Oramia marplesi ingår i släktet Oramia och familjen trattspindlar. Inga underarter finns listade i Catalogue of Life.